# Пиер Бонар, художник!
„Пиер Бонар, художник!“ (на френски: Bonnard, Pierre et Marthe) е френска биографична романтична драма от 2023 г. на режисьора Мартин Провост, който е съсценарист с Марк Албденур. Сюжетът във филма се разказва за любовната история на художника Пиер Бонар и неговата съпруга – моделът и муза Марте. Главните роли се изпълняват от Сесил Де Франс и Винсент Макен. Световната премиера се състои в кинофестивала „Кан“ на 21 май 2023 г. Филмът излиза по кината на 10 януари 2024 г. във Франция, и в България – на 26 януари 2024 г. от Бета Филм.

## Актьорски състав
- Винсент Макен – Пиер Бонар
- Сесил Де Франс – Марта дьо Мелини
- Стейси Мартин – Рене
- Анук Гринберг – Мисия Серт
- Грегуар Лепренс-Ренге – Едуар Вияр
- Андре Маркон – Клод Моне
- Филип Ричардин – Морис Дени